# Ricardo Cano
Ricardo Cano (Buenos Aires, 26 febbraio 1951) è un ex tennista argentino.

## Carriera
In carriera ha vinto 4 titoli di doppio, tutti sulla terra battuta. Nei tornei del Grande Slam ha ottenuto il suo miglior risultato raggiungendo i quarti di finale di doppio agli US Open nel 1975 e agli Open di Francia nel 1976, e di doppio misto agli Open di Francia nel 1977.
In Coppa Davis ha giocato un totale di 43 partite, vincendone 23 e perdendone 20. Per la sua dedizione nel rappresentare il proprio Paese nella competizione gli è stato assegnato il Commitment Award.

## Statistiche

### Doppio

#### Vittorie (4)
| Numero | Anno | Torneo                                        | Superficie  | Compagno        | Avversari in finale           | Punteggio     |
| 1.     | 1973 | ATP Buenos Aires, Buenos Aires                | Terra rossa | Guillermo Vilas | Patricio Cornejo Iván Molina  | 7-6, 6-3      |
| 2.     | 1976 | Dutch Open, Hilversum                         | Terra rossa | Belus Prajoux   | Wojciech Fibak Balázs Taróczy | 6-4 6-3       |
| 3.     | 1981 | British Hard Court Championships, Bournemouth | Terra rossa | Víctor Pecci    | Buster Mottram Tomáš Šmíd     | 6–4, 3–6, 6–3 |
| 4.     | 1981 | Brussels Outdoor, Bruxelles                   | Terra rossa | Andrés Gómez    | Carlos Kirmayr Cássio Motta   | 6–2, 6–2      |